# جیسون کوستا
جیسون کوستا (انگلیسی: Jason Costa؛ زادهٔ ۵ نوامبر ۱۹۷۲) موسیقی‌دان اهل ایالات متحده آمریکا است.